# Adrien Brody
Adrien Nicholas Brody (Nova Iorque, 14 de abril de 1973) é um ator e produtor norte-americano. Conhecido por interpretar Władysław Szpilman no drama de guerra O Pianista (2002), de Roman Polanski, ganhou o Óscar de Melhor Ator aos 29 anos, tornando-se, na ocasião, o ator mais jovem a vencer nessa categoria, a qual venceu novamente em 2025 por O Brutalista. Também tornou-se o segundo ator norte-americano a ganhar o Prêmio César de Melhor Ator pelo mesmo filme. Brody estrelou vários outros filmes e recebeu vários outros prêmios, incluindo indicações ao Globo de Ouro e ao Primetime Emmy Award.
Filho da fotógrafa e jornalista Sylvia Plachy e do professor de história Elliot Brody, Adrien diz que herdou a familiaridade com as câmeras de sua mãe judia-húngara, que também teve uma íntima relação com as artes cênicas ao ingressar na "American Academy of Dramatic", conceituada escola americana formadora de atores. Adrien cresceu como filho único no bairro do Queens e era companhia constante nas atividades da mãe, a quem credita sua "habilidade de se sentir confortável na frente das câmeras". Naturalmente, Adrien deu seus primeiros passos em direção à profissão de ator bem cedo, e aos treze anos já tinha participado de uma peça "off-Broadway" e de um pequeno filme feito para a televisão. Seguindo o caminho de sua mãe, também ingressou na "American Academy of Dramatic Arts", onde obteve sua formação técnica em artes dramática.

## Carreira
Com apenas 10 anos já fazia truques de mágica nas festas infantis da vizinhança. Com 15 anos o ator participou de um filme feito para a televisão, Home at Last, sobre uma família de fazendeiros no estado americano de Nebraska. Apesar da pouca idade, Adrien teve um papel de considerável destaque nessa pequena produção. Também neste ano integrou o elenco da série de televisão "Annie Mcguire".
No ano seguinte, 1989, integrou o elenco de uma produção notável, Contos de Nova York, um conjunto de três histórias dirigidas por três diretores diferentes: Woody Allen, Francis Ford Coppola e Martin Scorsese. Sua participação é pequena, mas a experiência com esses grandes nomes foi bastante válida para sua carreira. Logo depois, em 1991, Adrien tem um pequeno papel de coadjuvante no drama The Boy Who Cried Bitch do diretor argentino Juan José Campanella, sobre um garoto perturbado que tortura psicologicamente sua frágil mãe. O filme não chegou a ter o título traduzido para o português.
Em 1993, atuou no drama de Steven Soderbergh, O Inventor de Ilusões, sobre um garoto que escapa da sua difícil realidade através de sua fantástica imaginação. O filme foi indicado à Palma de Ouro no Festival de Cannes. No ano seguinte, Adrien participa da comédia dramática Os Anjos Entram em Campo ao lado de nomes como Danny Glover, Christopher Lloyd e Matthew McConaughey, uma história sobre um garoto órfão que acha que seu pai aparecerá para buscá-lo se o time dos Angels for o vencedor do campeonato de baseball. O ator apareceu novamente num papel pequeno em seu trabalho seguinte, Ambição Assassina, filme feito para a televisão sobre uma adolescente colegial que se envolve com um marginal e acaba transformando sua vida num inferno. A produção foi protagonizada por Shannen Doherty (a eterna Brenda de Barrados no Baile).
Em 1994 participou do filme Jailbreakers para televisão. Em 1995, Adrien voltou às telas com um elogiado desempenho ao protagonizar o drama Sem Nada a Perder, filme sobre uma amizade que entra em jogo quando Ray (personagem de Adrien) se envolve em vários problemas por conta de empréstimos com agiotas. O filme em si não obteve grande notoriedade, mas é tido como uma das melhores interpretações da carreira do ator. Ainda em 1996, Adrien integrou o elenco de Projeto Solo, uma ficção científica sobre um androide criado pelos americanos para conter rebeldes latinos (numa espécie de guerra entre as Américas), mas que acaba mudando de lado e fica contra seus criadores. Adrien interpretou Dr. Bill Stewart, um dos "pais" do androide Solo. No final do mesmo ano, Bullet também trouxe o ator em seu elenco, interpretando o irmão de um marginal envolvido com submundo dos crimes, drogas e violência, que depois de 8 anos de prisão é posto em condicional.
No ano seguinte, o ator trabalhou em The Last Time I Committed Suicide ao lado de Keanu Reeves, um drama sobre um homem que tem que reavaliar sua vida quando sua namorada comete suicídio e em Six Ways to Sunday, uma comédia sobre um jovem que se envolve com a máfia. Adrien atuou também no outro ano em Um Casamento e um Funeral uma comédia leve onde interpreta um coveiro que não faz muito sucesso com o sexo oposto por causa da sua profissão, enquanto sua mãe sonha em vê-lo casado. Para completar, o coveiro Mario ainda se vê envolvido no meio de uma confusão envolvendo mortes falsas e noivas. Neste mesmo ano Adrien foi o protagonista de Restaurant, um drama onde interpreta Chris Calloway, um aspirante a escritor que vive atormentado por um amor do passado (personagem de Lauryn Hill), o desempenho do ator nesse filme foi bastante elogiado. Em seguida apareceu também em Além da Linha Vermelha, um drama retratando os horrores da Segunda Guerra Mundial através da história de soldados e militares. O resultado da Batalha de Guadalcanal influenciou fortemente o avanço japonês no Pacífico. Assim, um grupo de jovens soldados é enviado para lá, trazendo alívio para as esgotadas unidades da marinha. Lá os recém-chegados conhecem um terror que nem imaginavam, mas no meio deste desespero surgem fortes laços de amor e amizade. O filme ainda contou com outros famosos nomes no elenco como Sean Penn, George Clooney, Jim Caviezel e John Cusack.
Em 1999, Adrien marcou presença em três novas produções: O Verão de Sam do diretor Spike Lee. Em 1977, um serial killer mata mulheres e casais no meio da noite, aterrorizando a população da cidade de Nova York e, principalmente, a comunidade ítalo-americana, cujo bairro é o mais visado pelo assassino. Em meio à tensão criada pelas mortes, os moradores do bairro resolvem, por conta própria, dar início a uma busca para descobrir quem é o Son of Sam. Em 24 Horas Para Morrer, onde interpretou um sequestrador que resolve enterrar sua vítima viva e planeja um sinistro e tenso jogo com a policial encarregada do caso e em Ruas da Liberdade, um drama ambientado na década de 1950, onde o jovem judeu Ben Kurtzman (Ben Foster), está intrigado com Sylvia (Rebekah Johnson), que é a primeira afro-americana a estudar em sua escola. Ele se sente atraído por ela e aos poucos desenvolve uma relação de amizade proibida, devido ao preconceito existente entre negros e judeus por parte de suas famílias. Paralelamente Van (Adrien Brody), o irmão mais velho de Ben, se apaixona por Dubbie (Carolyn Murphy), uma garota que conheceu rapidamente em uma festa e que deseja reencontrar. Enquanto isso Nate (Joe Mantegna), pai de Van e Ben, enfrenta dificuldades com seu negócio ilegal de apostas quando precisa pagar uma alta quantia a Little Melvin, vencedor de um dos jogos que é também um pequeno traficante de drogas na cidade onde moram.
No ano seguinte, Adrien co-protagonizou Pão e Rosas, onde interpreta um ativista que se envolve com duas imigrantes mexicanas fazendo-as abraçar a sua causa. As irmãs Maya (Pilar Padilla) e Rosa (Elpidia Carrillo), mexicanas de sangue quente, trabalham no serviço de limpeza de um prédio comercial no centro da cidade. O destinou colocou Sam (Adrien Brody), apaixonado ativista americano, no seu caminho, o que as leva a uma campanha guerrilheira contra seus patrões. A luta ameaça seu sustento, a família e faz com que corram o risco de serem expulsas do país. Também participa de As Flores de Harrison, uma produção francesa sobre um fotógrafo de guerra que é declarado morto, fazendo com que sua mulher parta para a Iugoslávia em sua busca e mergulhe na dura realidade do conflito.
O ator protagonizou Love the Hard Way em 2001. É a história de um pequeno ladrão que conhece uma moça e a leva para descobrir o mundo do crime, enquanto esta tenta lhe ensinar o valor da vida e do amor. Na França integra também, no mesmo ano, o elenco de O Enigma do Colar, um drama de época sobre uma mulher, Jeanne de la Motte-Valois (Hilary Swank), uma jovem que vive na França em pleno século XVIII, pouco antes do início da Revolução Francesa. Ela vive com uma família adotiva, já que sua família verdadeira, oriunda da nobreza do país, fora deixada sem dinheiro e sem nome quando ela ainda era uma criança. Agora Jeanne decide deixar sua atual família para reconquistar seu nome e sua posição na sociedade, mas para isto precisará enfrentar intrigas, desonestidade e lidar com um colar de diamantes que está no centro de tudo.
Em 2002, começou trazendo Adrien em Dummy - Um Amor Diferente onde interpretou um ventríloquo que desenvolve uma bonita amizade com uma garota problemática (personagem de Milla Jovovich) que tem o sonho de ser cantora. Surge depois o aclamado O Pianista. Este filme expôs de vez o ator para o mundo e consagrou a sua carreira. Para interpretar Wladyslaw Szpilman (personagem real) nesse drama do famoso diretor Roman Polanski, Adrien teve que explorar todo o seu potencial e se submeter a uma profunda preparação, tendo que aprender a executar no piano peças do compositor Chopin e perder cerca de 15 kg de seu já modesto porte físico. A atuação de Adrien como o pianista polonês que tem que fugir da fúria da Segunda Guerra Mundial se escondendo nos destroços de Varsóvia foi uma bem sucedida amostra do seu talento, esforço e dedicação, lhe rendendo o Oscar de Melhor Ator (desbancando Richard Dreyfuss na posição de mais jovem vencedor do prêmio nessa categoria) e um prêmio César (prêmio francês equivalente ao Oscar). Na ocasião do sucesso de O Pianista, Adrien declarou : "levei 17 anos e meio para me tornar um sucesso da noite para o dia".
Participou de The Singing Detective encarnando um papel mais modesto. O filme é uma mistura de comédia e musical e conta a história de um escritor que, isolado em um hospital, começa a reviver a trama de seu primeiro livro em suas alucinações. A trama ainda contou com Robert Downey Jr. e Mel Gibson no elenco. No ano seguinte, volta a interpretar um papel complexo, o desequilibrado Noah, em A Vila, suspense do aclamado diretor M. Night Shyamalan. O filme, cuja publicidade foi focada em não revelar a surpresa do final, dividiu a opinião da crítica ao contar a história de uma sociedade envolta no mistério da existência de sinistras criaturas na floresta que a cercava.
Adrien continuou engatando uma produção atrás da outra, com dois projetos concluídos em 2005. Camisa de Força, em que vive Jack Starks, um veterano de guerra que é diagnosticado com amnésia, preso numa clínica e submetido a um tratamento em que é posto em uma camisa de força e trancado numa gaveta de cadáveres e King Kong, terceira versão filmada da história da atriz que desperta uma estranha atração num gorila gigantesco habitante de uma ilha envolta em brumas no meio do oceano, onde interpreta o roteirista Jack Driscoll. Adrien foi dirigido por Peter Jackson (da trilogia "O Senhor dos Anéis") nessa produção que foi o um dos sucessos de bilheteria do ano de 2005.
Em 2006 Adrien filma Hollywoodland no Canadá, onde faz um detetive que investiga o possível assassinato do ator que interpretava o Super-Homem numa série de televisão. Este filme foi baseado em fatos reais, e até hoje não se sabe se houve realmente crime ou suicídio.
Adrien passa alguns meses na Espanha em 2007, filmando Manolete, biografia do mais famoso toureiro espanhol dos anos 1940. Reverenciado na Espanha, Manolete morre pouco depois de ser atingido por um touro durante uma apresentação. Pouco depois vem The Darjeeling Limited, filmado na Índia, cujo enredo mostra a reaproximação de 3 irmãos durante uma viagem que se torna uma jornada espiritual. Neste mesmo ano Adrien filma, desta vez em Montenegro, The Brothers Bloom, onde encarna um golpista.

## Filmografia
- 1988 - Home at Last (televisão)
- 1989 - New York Stories (br: Contos de Nova York)[3]
- 1991 - The Boy Who Cried Bitch
- 1993 - King of the Hill (br: O inventor de ilusões)
- 1994 - Jailbreakers (br: Ambição assassina) (televisão)
- 1994 - Angels in the Outfield (br: Os anjos entram em campo)
- 1995 - Ten Benny / Nothing to Lose
- 1996 - Bullet (br: Bullet)
- 1996 - Solo (br: Projeto Solo)
- 1997 - Six Ways to Sunday
- 1997 - The Last Time I Committed Suicide (br: Sem limite)
- 1998 - The Thin Red Line (br: Além da Linha Vermelha)
- 1998 - Restaurant
- 1998 - The Undertaker's Wedding (br: Um Casamento e um Funeral)
- 1999 - Liberty Heights (br: Ruas da Liberdade)
- 1999 - Oxygen (br: 24 Horas para Morrer)
- 1999 - Summer of Sam (br: O Verão de Sam)
- 2000 - Harrison's Flowers (br: O Resgate de Harrison)
- 2000 - Bread and Roses (br: Pão e Rosas)
- 2001 - The Affair of the Necklace (br: O Enigma do Colar)
- 2001 - Love the Hard Way
- 2002 - The Pianist (br / pt: O Pianista)
- 2002 - Dummy (br: Dummy - Um Amor Diferente)
- 2003 - The Singing Detective
- 2004 - The Village (br / pt: A Vila)
- 2005 - King Kong (br / pt: King Kong)
- 2005 - The Jacket (br: Camisa de Força)
- 2006 - Hollywoodland (br: Hollywoodland - Bastidores da Fama)
- 2007 - The Darjeeling Limited (br / pt: A Viagem para Darjeeling)
- 2007 - Manolete
- 2007 - The Brothers Bloom
- 2008 - Cadillac Records
- 2009 - Giallo
- 2009 - Splice
- 2009 - Fantastic Mr. Fox (br: O Fantástico Sr. Raposo / pt: Raposas e Fazendeiros)
- 2010 - Predators
- 2010 - Wrecked
- 2010 - The Experiment (br: Detenção)
- 2011 - Meia-noite em Paris
- 2011 - Detachment
- 2014 - The Grand Budapest Hotel
- 2014 - Houdini
- 2015 - Dragon Blade
- 2016 - Backtrack (br: Visões do passado)
- 2016 - Manhattan Night
- 2017 - Peaky Blinders
- 2024 - The Brutalist (br: O Brutalista)

## Prêmios e indicações

#### Oscar
| Ano  | Categoria   | Indicação     | Notas  |
| ---- | ----------- | ------------- | ------ |
| 2003 | Melhor Ator | The Pianist   | Venceu |
| 2025 | Melhor Ator | The Brutalist | Venceu |

#### Globo de Ouro
| Ano  | Categoria                     | Indicação     | Notas    |
| ---- | ----------------------------- | ------------- | -------- |
| 2003 | Melhor Ator em Cinema - Drama | The Pianist   | Indicado |
| 2025 | Melhor Ator em Cinema - Drama | The Brutalist | Venceu   |

#### Emmy Awards
| Ano  | Categoria                                | Indicação    | Notas    |
| ---- | ---------------------------------------- | ------------ | -------- |
| 2015 | Melhor Ator em Minissérie ou Telefilme   | Houdini      | Indicado |
| 2016 | Melhor Narração                          | Breakthrough | Indicado |
| 2022 | Melhor Ator Convidado em Série Dramática | Succession   | Indicado |

#### SAG Awards
| Ano  | Categoria                              | Indicação                | Notas    |
| ---- | -------------------------------------- | ------------------------ | -------- |
| 2003 | Melhor Ator Principal                  | The Pianist              | Indicado |
| 2012 | Melhor Elenco em Cinema                | Midnight in Paris        | Indicado |
| 2015 | Melhor Elenco em Cinema                | The Grand Budapest Hotel | Indicado |
| 2015 | Melhor Ator em Minissérie ou Telefilme | Houdini                  | Indicado |
| 2025 | Melhor Ator Principal                  | The Brutalist            | Indicado |

#### BAFTA
| Ano  | Categoria   | Indicação     | Notas    |
| ---- | ----------- | ------------- | -------- |
| 2003 | Melhor Ator | The Pianist   | Indicado |
| 2025 | Melhor Ator | The Brutalist | Venceu   |

#### César Awards
| Ano  | Categoria   | Indicação   | Notas  |
| ---- | ----------- | ----------- | ------ |
| 2003 | Melhor Ator | The Pianist | Venceu |

#### Critics' Choice Awards
| Ano  | Categoria                      | Indicação                | Notas    |
| ---- | ------------------------------ | ------------------------ | -------- |
| 2015 | Melhor Elenco                  | The Grand Budapest Hotel | Indicado |
| 2022 | Melhor Ator em Série de Terror | Chapelwaite              | Indicado |
| 2025 | Melhor Ator                    | The Brutalist            | Venceu   |